# Bismillahpur
Bismillahpur – wieś w Pakistanie, w prowincji Pendżab. W 2017 roku liczyła 7293 mieszkańców.